# Château de Busséol
Le château de Busséol est situé dans le département du Puy-de-Dôme en Auvergne, sur la commune de Busséol ; il domine la Limagne. 

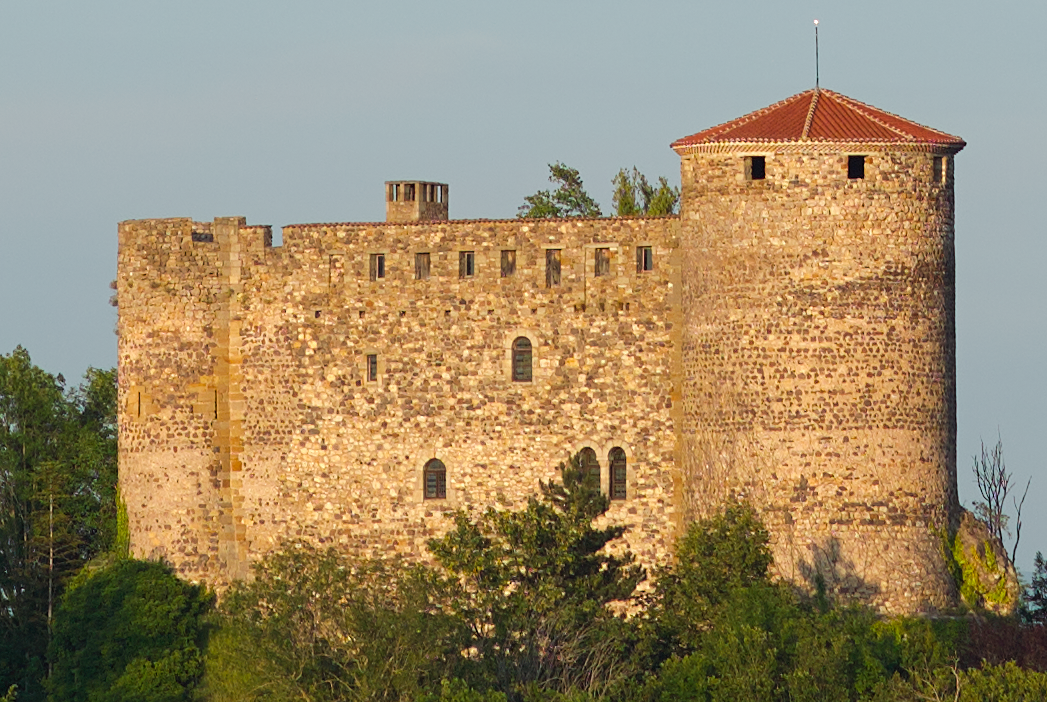
Le château depuis le Puy Saint- André.

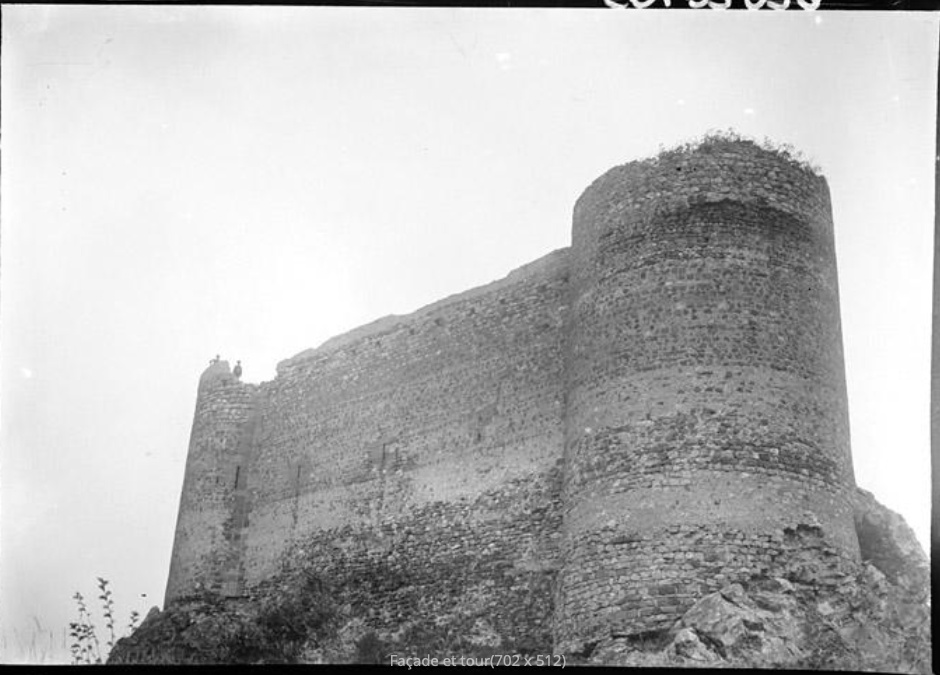
Le chateau de Busseol vers1900.

Le château est visitable.

## Description
Ce château situé à près de 700 m d'altitude est privé et visitable.

## Historique
Le château de Busséol est mentionné dès le XIIe siècle. En effet, il fut construit dans sa forme actuelle en 1170 sur les restes encore visibles d'un castrum gallo-romain du IIe siècle, sur un dyke volcanique dominant la Limagne, à 700 m d'altitude. Son existence est attesté, cependant, dès l'année 833, lorsque le roi carolingien d'Aquitaine Pépin Ier confirme des privilèges à l'abbaye de Manglieu, octroyé par son grand-père Charlemagne.
Rare exemple de l'architecture d'époque romane, il a conservé ce caractère militaire qui lui permit de résister au siège de Philippe Auguste, en 1215, aux assauts des soldats du Prince noir pendant la guerre de Cent Ans, ainsi qu'à l'attaque, en 1589, de Jean-Louis de La Rochefoucauld, comte de Randan, gouverneur et lieutenant général pour le roi du Haut et Bas pays d'Auvergne et chef des Ligueurs durant les guerres de Religion.
Ce château fort appartint notamment :
- aux comtes d'Auvergne,
- au pape Alexandre III,
- à Jean Stuart, prince d'Écosse,
- à Blanche de Clermont, petite-fille de Louis IX et épouse du comte d'Auvergne Robert VII,
- à Catherine de Médicis, reine de France, comtesse d'Auvergne, qui y séjourna avec son fils Charles IX en 1566 lors de leur voyage en Auvergne,
- Charles d'Angoulême, fils illégitime de Charles IX et petit-fils de Catherine de Médicis,
- Louis XIII (héritier de la reine Margot),
- Louis XIV qui cède le château à Gilbert Simon de Frédeville,
- puis en 1789, le château devient propriété de Jean-Baptiste de Mascon.

Épargné par Richelieu, il fut habité jusqu'à la Révolution.
Le château revient dans le courant du XIXe siècle à la famille du marquis de Vichy, puis en 1880 à Ludovic Le Groing de la Romagère (époux de la nièce du marquis de Vichy)
Le château-fort de Busséol comporte un corps de logis cantonné d'un donjon et d'une tour crénelée. Au pied de la demeure se trouve une chapelle romane.
Le château est inscrit au titre des monuments historiques le 17 juillet 1926. Le château est actuellement la propriété de madame Houlier et de son fils Thierry, les restaurateurs de ce château-fort depuis 1966 et lauréats du prix chef-d'œuvre en péril en 1970 par le ministère de la Culture.